# Аброн
Аброн (абронг, бронг, брон, эбоно, боно, бурум) — народ группы акан в Западной Африке, проживающий в Гане, в областях Боно и Боно-Ист к югу от реки Чёрная Вольта (791 тыс. человек по оценке 2000 года) и на востоке Кот-д’Ивуара (146 тыс. человек).

## Язык
Используют язык аброн, который принадлежит к аканской группе (Идиатов Д. И. Лингвистическая география тура (Кот д’Ивуар). С.280-281).

## История
Аброн или Гьянам — государственное образование, созданное в XVI веке на территории современного Кот-д'Ивуар, представляло собой военно-политическое объединение народа Аброн с политическим и культурным центром в XV—XVIII вв. г. Боно-Мансу — столица вождества (омана) Боно. В XVI—XVIII веке на побережье Гвинейского залива появились первые европейцы (испанцы, португальцы, позже голландцы и англичане). Сначала европейцы вывозили слоновую кость, золото, страусиные перья, но вскоре наибольшее внимание заняла работорговля. В XVII веке на западноафриканском побережье появились французы. Тем временем в самом государстве в начале XVIII века аброны создали несколько оманов — Джаман, Нкоранза, Берекум, Абеаси, Дормаа и др., в 1740-е — 1870-е они вошли в Конфедерацию Ашанти. И только в середине XIX века французы заключили с вождями прибрежных племён на территории современного Кот-д'Ивуара договоры о предоставлении земель для строительства фортов, за определённую сумму. Само государство Аброн процветало за счёт торговли золотом и орехом кола, а в 1880-х оманы Джаман и Дормаа были присоединены к «империи» Уасулу.

## Религия
Большая часть аброн — мусульмане-сунниты, но присутствуют и христиане (католики и протестанты), хотя в основе преобладают традиционные верования (культ предков, полидемонизм, фетишизм, вера в магию и ведовство); (Прохоров А. М. Народы мира. С.45).

## Культура
В отличие от других народов группы акан, аброны были подвержены серьёзному влиянию ислама и исламской культуры, что оказало определённое воздействие на абронов.
Основные традиционные способы ведения хозяйства — ручное циклично-залежное земледелие.
Они выращивают: ямс, маниок, таро, кукурузу, фонио, просо, сорго, арахис, бобовые, овощи. Возделывают дерева кола и масличные пальмы, а ныне — какао и кофе. Также занимаются разведением крупного и мелкого рогатого скота и домашней птицы, речным рыболовством, торговлей. Из ремёсел развиты и преобладают кузнечное дело, художественная обработка золота и других металлов, ткацкое, гончарное, резьба по дереву и слоновой кости, плетение. Поселения компактные. Традиционные жилища прямоугольные, сооружённые из деревянных жердей, обмазанных глиной, с двускатной крышей, покрытой пальмовыми ветвями, травой или шифером. Пища в основном растительная (различные каши, похлёбки, варёные или жареные и печёные клубнеплоды и овощи с пальмовым маслом и острыми приправами), но иногда и мясная.(Попов В. А. Этнография Африки Ч. 1. с. 5-6)

## Социальная организация
Основой традиционной социальной организации аброн являлись деревенские и большесемейные общины, матрилинейные роды и патрилатеральные группирования, на базе которых формировались военные отряды. Во главе стояли оманхене и советы старейшин, состоящие из глав деревенских общин и военных вождей (асафохене), (Там же).

## Брачные отношения
Брачное поселение — вирилокальное, распространены полигиния, кросскузенный брак, левират, сорорат, а также покупной брак. Счёт родства в большинстве ведётся по материнской линии (матрилинейный), но с элементами патрилатеральности (Народы и религии мира: энциклопедия С. 35-36).

## Традиционная одежда
Одежда у абронов подразделяется на праздничную и повседневную. Повседневной одеждой у абронов является европейский костюм, а праздничной одеждой служит общеаканское традиционное кенте (Токарева З. И. Кот-д’Ивуар. С. 67).